# Sąd Najwyższy Maine
Sąd Najwyższy Maine (Maine Supreme Judicial Court) jest najważniejszym organem władzy sądowniczej w amerykańskim stanie Maine. Składa się z siedmiu sędziów powoływanych przez gubernatora za zgodą Senatu stanowego. Kadencja sędziego trwa siedem lat i może być odnawiana bez żadnych ograniczeń. Jako jeden z niewielu stanowych sądów najwyższych w USA, nie tylko pełni rolę najwyższej instancji odwoławczej od wyroków sądów stanowych, lecz jest również uprawniony do wydawania wykładni prawa, o ile z wnioskiem o to zwróci się gubernator lub legislatura.
Orzeczenia sądu mogą być - w procedurze porównywalnej z polską kasacją - zaskarżane do Sądu Najwyższego USA.